# Balfour Beatty
Balfour Beatty ist ein britisches Bauunternehmen mit Firmensitz in London.
1909 wurde das Unternehmen durch George Balfour und Andrew Beatty gegründet. Es beschäftigte 2018 rund 28.000 Mitarbeiter. In Deutschland war Balfour Beatty mit der Balfour Beatty Rail bis 1. November 2015 tätig. Balfour Beatty wird im FTSE 250 Index gelistet. Bezogen auf den Umsatz wurde Balfour Beatty im Jahr 2021 als größtes Bauunternehmen im Vereinigten Königreich eingestuft.

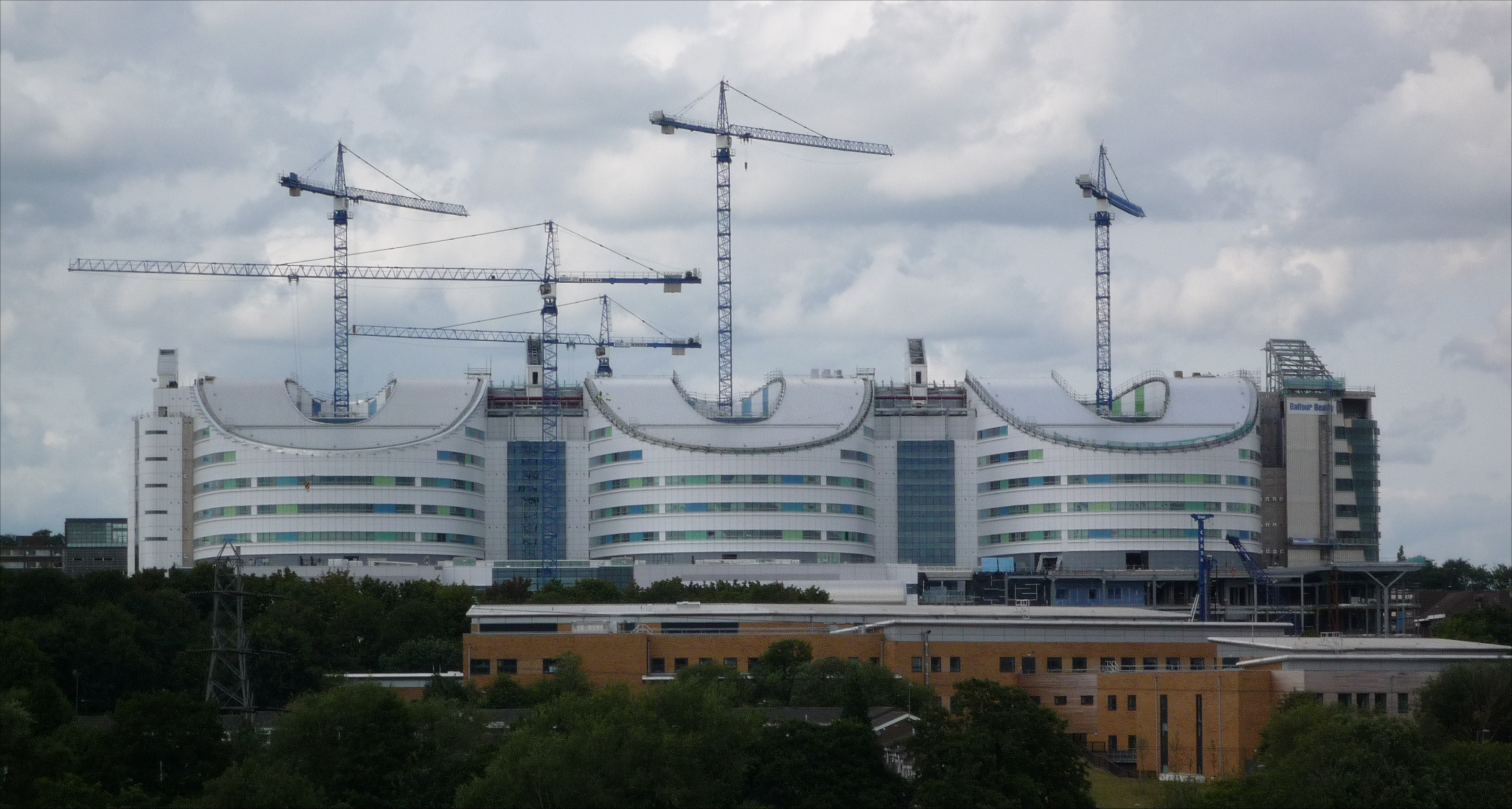
Queen Elizabeth Hospital in Birmingham während des Baus

## Bedeutende Bauprojekte mit Beteiligung
- Kielder Dam, Northumberland, 1982[4]
- Docklands Light Railway in London, 1985[5]
- Weite Strecken des Motorway M25 um London, 1986[6]
- Eurotunnel, 1994[7]
- Cardiff Bay Barrage, 1999[8]
- Lesotho Highlands Water Project, 2002[9]
- Nam Cheong Station, Hongkong, 2003[10]
- Pergau Dam (Wasserkraftwerk in Malaysia), 2003[11]
- Motorway M6 Toll, 2003[12]
- University College London Hospital, 2005[13]
- Igor I. Sikorsky Memorial Bridge, Connecticut, Vereinigte Staaten, 2006[14]
- Burj Mall, Dubai, 2008[15]
- Queen Elizabeth Hospital, Birmingham, 2010[16]
- Tunnel der A3, Hindhead (Surrey), 2011[17]